# Parapales pallidula
Parapales pallidula är en tvåvingeart som först beskrevs av Louis-Paul Mesnil 1950.  Parapales pallidula ingår i släktet Parapales och familjen parasitflugor.
Artens utbredningsområde är Madagaskar. Inga underarter finns listade i Catalogue of Life.